# Бернгард Кніпер
Бернгард Кніпер (нім. Bernhard Knieper; 1 березня 1911, Бремен — 1996, Бремен) — німецький офіцер-підводник, оберлейтенант-цур-зее резерву крігсмаріне.

## Біографія
15 січня 1940 року вступив на флот. З 31 березня 1941 року — зондерфюрер на суднах постановки сітей 1 і NT8, з березня 1942 року — лише на NT8. З 6 травня по серпень 1942 року навчався в штурманському училищі Готенгафена. З 30 серпня 1943 по 27 лютого 1944 року пройшов курс підводника, з 28 лютого по 30 червня — курс командира підводного човна. З 7 липня 1944 року — командир підводного човна U-267, на якому здійснив 1 похід в Північну Атлантику (23 вересня — 11 листопада 1944). 5 травня 1945 року затопив човен в рамках операції «Регенбоген». 8 травня 1945 року взятий в полон британськими військами.

## Звання
- Рекрут (15 січня 1940)
- Штурман-зондерфюрер (15 січня 1941)
- Штурмансмат резерву (1 січня 1942)
- Штурман резерву (1 березня 1942)
- Лейтенант-цур-зее резерву (1 серпня 1942)
- Оберлейтенант-цур-зее резерву (1 березня 1944)

## Нагороди
- Залізний хрест 2-го класу (1941)